# Route nationale 83
La route nationale 83 (RN 83 o N 83) è stata una strada nazionale francese che partiva da Lione e termina a Strasburgo. Venne in gran parte declassata nel 2006.

## Percorso
Da Lione si dirigeva a nord-est, oggi coi nomi di D483 e D1083, a Bourg-en-Bresse e Lons-le-Saunier. L’attuale strada nazionale comincia all’incrocio con l’autoroute A391 nel comune di Saint-Lothain e, dopo Poligny, dove incrocia la N5, giunge nella valle della Loue e poi del Doubs, quindi termina a Besançon, allo svincolo della N57.
In seguito risaliva la valle del Doubs (prima degli anni settanta era un tratto della N73, oggi è declassata a D683) e se ne staccava per raggiungere Héricourt. Ora coi nomi di D83 e D483, dopo aver attraversato Belfort virava verso nord passando per Cernay e Colmar, dove comincia un nuovo troncone della N83 che però finisce poco dopo, all’inizio dell’autoroute A35: esso fa parte della strada europea E25.
Da Sélestat, ora declassata a D1083, proseguiva lungo l’Ill per Benfeld ed Illkirch-Graffenstaden, dove si trova l’ultimo piccolo tratto della statale 83 tra la N353 e l’A35. In precedenza, avendo sostituito la N68, da lì arrivava a Strasburgo sulla N4.